# 下有知駅
下有知駅（しもうちえき）は、かつて岐阜県関市にあった名古屋鉄道美濃町線の駅（停留場）。

## 歴史
1911年、美濃町線が美濃電気軌道の路線として開通したのに合わせて開業した。当駅を含む新関駅 - 美濃駅間は美濃町線の他の区間より早く1999年に廃止され、当駅もこれとともに廃駅となった。
- 1911年（明治44年）2月11日 - 美濃電気軌道の神田町駅（のちの岐阜柳ヶ瀬駅） - 上有知駅（のちの美濃駅）間の開通と同時に開業[2]。
- 1930年（昭和5年）8月20日 - 美濃電気軌道が名古屋鉄道（初代。同年中に名岐鉄道に改称し、1935年より名古屋鉄道に再改称）に合併。同社の美濃町線の駅となる[2]。
- 時期不詳 - 無人化[3]。
- 1999年（平成11年）4月1日 - 美濃町線の新関駅 - 美濃駅間の廃止に伴い廃駅となる[4]。

## 駅構造
県道281号脇に位置していた、単式ホーム1面1線の駅。ホームは美濃を向いて左側にあり、ホーム上には上屋があった。

### 配線図
| ← 徹明町方面 | 下有知駅 構内配線略図 | → 美濃方面 |
| 凡例 出典:   |                       |            |

## 利用状況
- 『名古屋鉄道百年史』によると1992年度当時の1日平均乗降人員は137人であり、この値は岐阜市内線均一運賃区間内各駅（岐阜市内線・田神線・美濃町線徹明町駅 - 琴塚駅間）を除く名鉄全駅（342駅）中328位、 美濃町線日野橋 - 美濃間（14駅）中13位であった[1]。

## 駅跡
駅は解体済み。県道281号上の岐阜バス洞戸関線（2012年10月1日廃止）の下井桁バス停付近の未舗装の空き地が駅跡で、すぐ北には稲荷社がある。県道と並行していた路線は、廃止後に県道の道幅拡大に充当されるようになった。
路線廃止の代わりに、長良川鉄道に関市役所前駅が設置されたが、この駅からは少し距離がある。同じく長良川鉄道の関下有知駅はこの駅とは関係ない（美濃町線廃止当時の駅名は「中濃西高前」）。

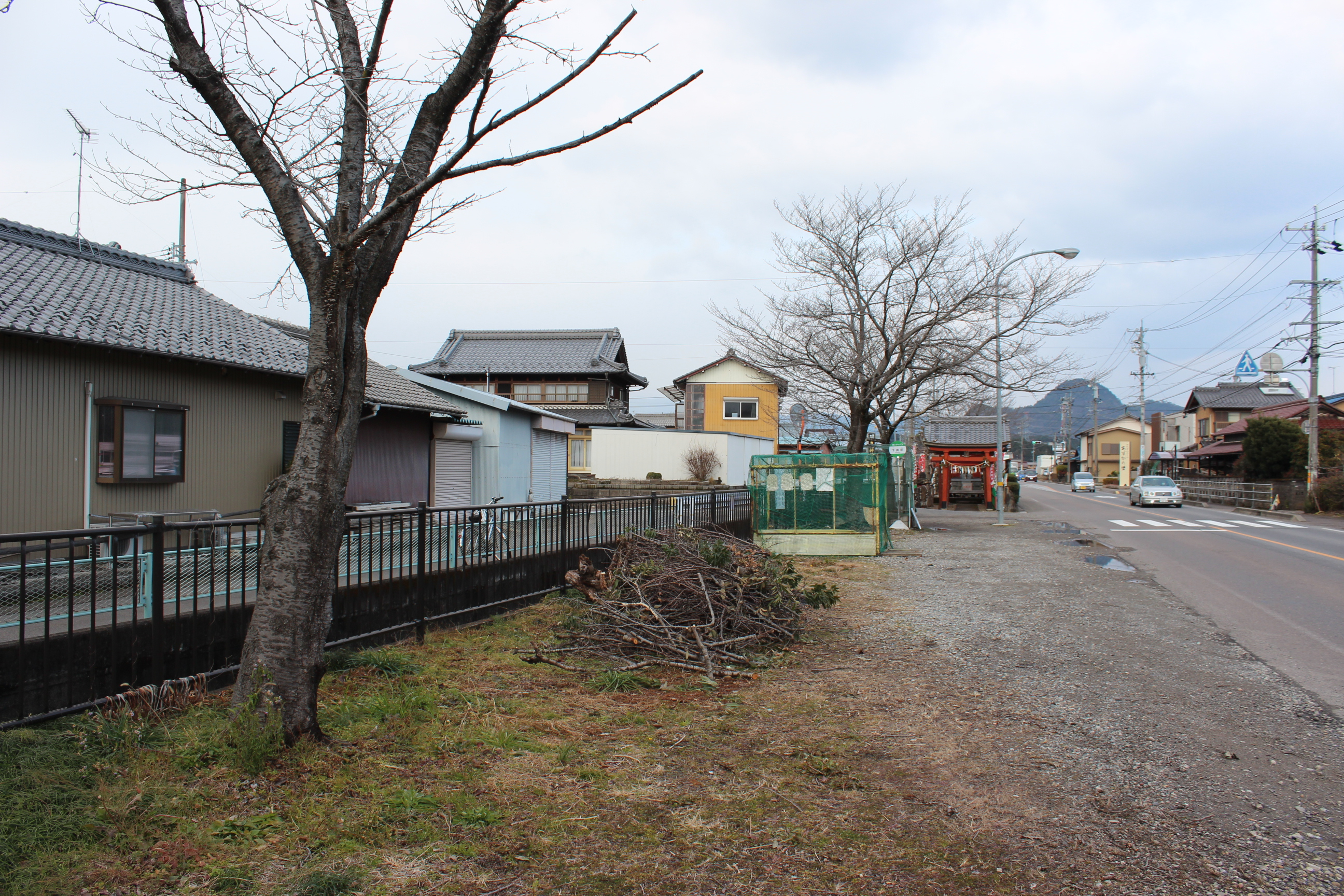
跡地 (2013年12月)

## 隣の駅
名古屋鉄道
美濃町線
新関駅 - 下有知駅 - 神光寺駅